# Калпийский султанат
Калпийский султанат — небольшое мусульманское государство на территории Индии, существовавшее в северной её части в 1400—1443 годах. Калпийский султанат выделился из состава Делийского султаната в период ослабления династии Туглакидов. В 1443 году был включён в состав Джаунпурского султаната.

## Возникновение и развитие султаната
Основателем султаната с центром в Калпи (Мухаммадабаде) был Махмуд-хан ибн Фируз, сын делийского визиря Маликзаде Фируза ибн Тадж ад-дина Тюрка, служившего султану Туглак-шаху II и убитого вместе с султаном во время мятежа в 1389 году. Маликзаде Фируз в своё время был назначен султаном Фируз-шахом III (1351—1388) наместником техсила с центром в недавно основанном им городе Фирузпуре. После смерти Маликзаде Фируза его семья была вытеснена из Фирузпура Радж Сумером из Этаваха, после чего его сын и наследник Маликзаде Махмуд-хан ибн Фируз перенёс свою резиденцию в Калпи.
Султан Мухаммад-шах IV (1390—1393) утвердил Махмуд-хана правителем Калпи с юрисдикцией над техсилами Фирузпур и Махоба в обмен на военную помощь против Радж Сумера. Махмуд-хану пришлось вести постоянную борьбу с местными раджпутскими кланами и продолжать войну против Радж Сумера, в которой ему на помощь пришёл правитель Малвы Хусайн Дилавар-хан (1391—1406). В 1400 году Махмуд-хан, воспользовавшись развалом Делийского султаната после нашествия Тимур-Ленга, провозгласил независимость и принял титул султана под именем Насир ад-дина Махмуд-шаха. Последнему туглакидскому султану Дели Махмуд-шаху III пришлось признать его в качестве независимого правителя.
Новый султанат сразу же оказался в непростой политической ситуации, поскольку находился между тремя более мощными государствами —  Джаунпурским, Малавским и Делийским султанатами — которые рассматривали его в качестве буфера в своих внешнеполитических планах. Особенно это относилось к Малве и Джаунпуру, каждый из которых рассчитывал использовать Калпийский султанат в качестве буфера в войне друг против друга. Ситуацию усугубляли многочисленные воинственные вожди раджпутских кланов Этаваха и Багхелкханда, на отражение набегов которых тратилось большинство немногочисленных ресурсов султаната.
Султану Махмуд-шаху наследовал его сын Ихтияр ад-дин Абуль-Муджахид Кадир-шах (1411—1432), которому пришлось вести войну с султаном Джаунпура Ибрахим-шахом Шарки (1402—1440) и его союзником Бирамдео Багхела, раджой Гахоры (Багхелкханд). В конце 1413 года Ибрахим-шах вторгся в пределы султаната и осадил касбу Калпи, в то время как раджа Бирамдео Багхела осадил город Эрич. После капитуляции Эрича Ибрахим-шах усилил осаду Калпи и Кадир-шах вынужден был признать над собой его сюзеренитет. Однако после ухода джаунпурских войск Кадир-шах вновь начал утверждать свою суверенную власть над всей территорией султаната. Усиление Ибрахим-шаха Шарки за счёт Калпи противоречило планам и султана Малвы Хушанг-шаха, не успевшего прийти на помощь осаждённому Калпи. Вскоре политический союз Калпи и Малвы был скреплён женитьбой Кадир-шаха на сестре Хушанг-шаха, заинтересованного в превращении Калпи в дружественное буферное государство.
После смерти Кадир-шаха знать возвела на престол его сына от сестры Хушанг-шаха Джалал-хана, принявшего тронное имя Фатх-ад-дуниа-ва-дин Джалал-шах. Однако старший брат нового султана, Насир-хан, оказался недоволен этим решением знати и бежал в Джаунпур, где был радушно принят при дворе султана Ибрахим-шаха, который даровал ему мансаб Хан-и-Джахан. Вскоре после этого калпийские амиры подняли мятеж, в результате чего Джалал-шах бежал в Чандери.
В 837 году Хиджры (1433—1434 годы), примерно через год после смерти Кадир-шаха, султан Хушанг-шах вторгся в Калпийский султанат для того чтобы восстановить Джалал-шаха на престоле. Одновременно на территорию султаната вторгся Ибрахим-шах, рассчитывая посадить на трон Насир-хана. В 1434 (по другим данным, в 1435) году Хушанг-шах занял город Калпи, где собравшиеся амиры вновь признали Джалал-шаха своим господином. В это время Ибрахим-шах дошёл до Шахупура, который стал резиденцией Насир-хана. После сезона дождей обе армии подступили к Марданпуру, где встали лагерем друг против друга. Сражение однако не состоялось, поскольку Ибрахим-шах получил известие, что султан Дели Мубарак-шах II выступил в поход на Джаунпурский султанат, и отступил в свои владения для организации обороны. Хушанг-шах вернулся в Калпи, где мятежные амиры вновь изгнали Джалал-шаха и захватили калпийский форт. Прибыв в Калпи, Хушанг-шах взял форт и восстановил у власти Джалал-шаха в качестве своего вассала. После ухода Ибрахим-шаха и Хушанг-шаха Насир-хан остался в касбе Шахупура.

## Конец султаната
Джалал-шаху досталось от отца нелёгкое наследство. Помимо мятежной знати, в первые же годы организовавшей серьёзную оппозицию новому султану, над государством висела постоянная угроза нападения со стороны раджпутского клана Чаухан из Этаваха и опасность вторжения султана Джаунпура, желавшего подчинить Калпи своей власти. Положение усугублялось раздорами в правящей семье, члены которой не спешили признавать Джалал-шаха главой государства. Первоначально власть Джалал-шаха над всей территорией султаната сохранялась лишь благодаря поддержке его шурина Хушанг-шаха, однако после его смерти в июле 1435 года Калпийский султанат стал распадаться на части: Мубарак-хан ибн Джунайд-хан объявил себя независимым правителем в Эриче, Исмаил-хан ибн Низам-хан — в Джатахаре, Насир-хан, брат Джалал-шаха, захватил Рат и Махобу. Под властью Джалал-шаха осталась только столица султаната Мухаммадабад.
Достоверно неизвестно до какого года правил султан Джалал-шах — дошедшие до нас монеты с его тронным именем датируются периодом 1432—1439/1442 годов. По другим данным, Джалал-шах начал чеканить монеты со своим именем лишь после смерти Ибрахим-шаха Шарки (1440 год). Джалал-шах видимо умер не позднее начала 846 года Хиджры (1442—1443 годы), когда во главе Калпийского султаната встал его мятежный брат Насир-хан.
Заняв престол, Насир Хан-и-Джахан, под властью которого находились только Рат и Махоба, попытался восстановить единство страны и подчинить себе ставших фактически независимыми местных правителей. Не желая подчиниться новому султану, его противники обвинили Насир-хана в нарушении норм ислама и обратились к соседним правителям с целью покарать вероотступника. Воспользовавшись этим предлогом, 6 декабря 1442 года султан Джаунпура Махмуд-шах Шарки (1440—1457) захватил и разграбил Калпи. Насир-хан со своими сторонниками укрылся в Чандери, откуда обратился за помощью к малавскому султану Махмуд-шаху Халджи. Свергнув Насир-хана, Махмуд-шах Шарки отказался вернуть территорию Калпийского султаната под сюзеренитет султана Малвы, присоединив её к своему государству.